# 威廉·鲍埃斯
威廉·鲍埃斯（德語：Wilhelm Baues，1948年11月21日—），德国男子皮划艇运动员。他曾代表西德参加1972年夏季奥林匹克运动会皮划艇比赛，获得男子双人划艇激流银牌。